# Atelopus Riverův
Atelopus Riverův (Atelopus eusebianus Rivero & Granados-Díaz, 1993) je druh žáby z čeledi ropuchovitých a rodu atelopus. Jedná se o kolumbijského endemita; jeho přirozeným stanovištěm jsou subtropické nebo tropické louky a řeky. Je ohrožen ztrátou přirozeného prostředí.